# Бристоу (Оклахома)
Бристоу (енгл. Bristow) град је у америчкој савезној држави Оклахома.

## Демографија
По попису из 2010. године број становника је 4.222, што је 103 (-2,4%) становника мање него 2000. године.
| Група             | 2000.         | 2010.         |
| Белци             | 3.240 (74,9%) | 2.924 (69,3%) |
| Афроамериканци    | 368 (8,5%)    | 352 (8,3%)    |
| Азијати           | 7 (0,2%)      | 15 (0,4%)     |
| Хиспаноамериканци | 87 (2,0%)     | 124 (2,9%)    |
| Укупно            | 4.325         | 4.222         |